# Regione di informazioni di volo
In aeronautica, e in particolare nel controllo del traffico aereo una regione di informazioni di volo, o in inglese internazionale flight information region, normalmente indicata con l'acronimo FIR, è uno spazio aereo di determinate dimensioni, entro cui vengono forniti il Servizio Informazioni Volo (FIS - flight information service) ed il servizio di allarme (ALS - alerting service).

## Descrizione
Ogni porzione di atmosfera terrestre è compresa in una specifica FIR. Gli spazi aerei dei paesi più piccoli sono incorporati in un'unica FIR, mentre per i paesi più grandi lo spazio aereo è suddiviso in un certo numero di FIR regionali. Alcune FIR possono abbracciare lo spazio aereo territoriale di diversi paesi. Gli spazi aerei oceanici sono divisi in regioni di informazioni di volo oceaniche (Oceanic Information Regions - OIR) e delegate alle autorità di controllo che confinano con tali zone. La divisione di competenze tra le autorità è sancita da accordi internazionali con l'Organizzazione Internazionale dell'Aviazione Civile (ICAO).
Non esiste un formato tipico per le FIR: è una questione di convenienza amministrativa del paese interessato. In alcuni casi vi possono essere suddivisioni orizzontali delle FIR, in questi casi la porzione inferiore rimane denominata come tale, mentre lo spazio aereo superiore viene chiamato "regione di informazioni di volo superiore" (Upper Information Region) o UIR.
L'ente dei servizi del traffico aereo che fornisce il Servizio Informazioni Volo e il servizio di allarme in ciascuna FIR è il centro informazioni volo (in inglese Flight Information Center, abbreviato in FIC). Generalmente, coubicato con un FIC, si trova il centro di controllo d'area (Area Control Centre - ACC). Questi centri si occupano di erogare il controllo del traffico e anche i rimanenti servizi del traffico aereo negli spazi aerei controllati (regioni terminali di controllo, regioni di controllo, aerovie) che, pur inseriti all'interno delle FIR non sono di giurisdizione dei FIC.
Il Servizio Informazioni Volo e il servizio di allarme sono i livelli di base del servizio del traffico aereo: vengono fornite informazioni pertinenti alla conduzione sicura ed efficiente dei voli e vengono allertate le autorità competenti nel caso in cui un aereo si trovi in difficoltà. Questi servizi sono a disposizione di tutti gli aeromobili attraverso all'interno di una FIR. Livelli più elevati di consulenza e servizi di controllo del traffico aereo possono essere disponibili in certe porzioni di una FIR, in accordo con le tipologie di classificazione ICAO dello spazio aereo (e con riguardo ai regolamenti nazionali), e con l'esistenza di un'adeguatamente attrezzata autorità di servizi.

## Italia
Lo spazio aereo italiano è suddiviso verticalmente in:
- spazio aereo inferiore, dal suolo (ground - GND) a livello di volo (Flight Level - FL) 195 incluso, spazio aereo di classe G; che prende il vero nome FIR.
- spazio aereo superiore, al di sopra di FL 195 (escluso), suddiviso in UTA - Upper Control Area (da FL 200 a FL 460) e UIR - Upper Flight Information Region (sopra FL 460).

Lo spazio aereo inferiore è diviso in tre regioni informazioni volo (FIR di Milano, FIR di Roma e FIR di Brindisi), spazi aerei di classe G, cioè sono forniti il Servizio Informazioni Volo e il servizio di allarme.
Le FIR di Roma e Brindisi sono gestite dai rispettivi FIC, mentre la FIR di Milano è gestita dal FIC di Milano nella parte ovest e dal FIC di Padova nella parte est, essendo stata accorpata la FIR di Padova a quella di Milano. Esistono quindi 3 FIR gestite da 4 FIC, situati nei 4 ACC.
Lo spazio aereo superiore mantiene la divisione orizzontale delle FIR; i tre spazi aerei risultanti prendono il nome di Regione Superiore Informazioni Volo (UIR - Upper Flight Information Region).
Le UIR sono ulteriormente suddivise verticalmente in due porzioni:
- da FL 195 escluso a FL 460 incluso, spazio aereo di classe C;
- da FL 460 escluso ad illimitato (Unlimited - UNL), spazio aereo di classe G.

Nelle UIR vi operano le ACC, centri di controllo d'area (ACC - Area Control Center).
La UIR di Milano controllata da Milano ACC è gestita dall'ACC di Roma da FL295 a UNL.
Le FIR contengono poi spazi aerei specifici (TMA, Rotte ATS, CTR ed ATZ) diversamente classificati, in base ai servizi forniti al loro interno. Le zone regolamentate P/D/R e le TSA invece non fanno parte della FIR/UIR.

Le 3 FIR italiane